# Movimento anti-LGBTQ dos anos 2020 nos Estados Unidos
O movimento anti-LGBTQ dos anos 2020 nos Estados Unidos é uma reação política contínua de conservadores sociais contra os movimentos LGBTQ. Esse movimento tem incluído propostas legislativas de  restrições ao uso de banheiros, proibições a cuidados de afirmação de gênero [en], leis anti-LGBTQ no currículo [en], leis contra apresentações de drag [en], banimento de livros [en], boicotes e teorias da conspiração sobre grooming [en]. Entre 2018 e 2023, centenas de leis anti-LGBTQ foram consideradas, com mais de cem aprovadas.
Essa reação tem sido descrita como um pânico moral, e parte de uma maior guerra cultural nos Estados Unidos. Acadêmicos apontaram o aumento de atitudes e políticas anti-LGBTQ como um exemplo de  retrocesso democrático nos Estados Unidos. A reação foi conectada a desenvolvimentos de direita semelhantes na Europa, bem como no Oriente Médio.

## Teoria da conspiração sobregrooming
Membros da extrema direita e diversos conservadores, principalmente nos Estados Unidos, têm usado o termo "groomer", que pode ser traduzido como "aliciador", para acusar falsamente pessoas LGBTQ, seus aliados e progressistas em geral de usarem sistematicamente a educação sexual LGBTQ e campanhas por direitos LGBTQ como método de aliciamento infantil e facilitação da pedofilia. O uso desse termo aumentou na década de 2020.
Nos Estados Unidos, a popularização do termo foi associada a Christopher Rufo [en], que em agosto de 2021 tuitou sobre "vencer a guerra da linguagem", e a James A. Lindsay [en]. Após a Controvérsia do Wi Spa [en] em julho de 2021, Julia Serano observou um aumento nas falsas acusações de grooming direcionadas a pessoas transgênero, afirmando que parecia haver um movimento para "estabelecer as bases para simplesmente difamar todas as pessoas trans como predadoras sexuais de crianças". O Libs of TikTok [en] (LoTT) também difama pessoas LGBTQ, apoiadores de jovens LGBTQ, e aqueles que ensinam sobre sexualidade como "groomers". Em 2021, o LoTT fez alegações falsas de que o Trevor Project era uma "organização de aliciamento" e que Chasten Buttigieg [en] estava "preparando crianças". A criadora do LoTT, Chaya Raichik, disse no programa Tucker Carlson Today que pessoas LGBTQ "Querem preparar crianças. Estão recrutando".
A teoria da conspiração então passou para o mainstream conservador americano, com vários casos de destaque de seu uso na primavera de 2022, incluindo por membros do Partido Republicano. Em 24 de fevereiro, a organização de direita Heritage Foundation publicou um tuíte afirmando que a Lei dos Direitos Parentais na Educação da Flórida [en] "protege crianças pequenas do aliciamento sexual". Durante o debate sobre a lei, Christina Pushaw, secretária de imprensa do governador da Flórida Ron DeSantis, tuitou que quem se opusesse à lei era "provavelmente um aliciador". Em abril de 2022, Marjorie Taylor Greene chamou o Partido Democrata de "o partido de matar bebês, preparar e fazer a transição de crianças, e políticas pró-pedófilos". Naquele mesmo mês, um grupo de extremistas de extrema direita [en] e teóricos da conspiração realizou uma manifestação na Disney World, acusando a Disney de aliciamento. A Disney tem sido alvo de várias outras aplicações da conspiração – Jim Banks [en] e 19 outros membros do Comitê de Estudo Republicano publicaram uma carta à Disney acusando a corporação de "influenciar intencionalmente crianças pequenas com sua agenda política e sexual".
Desde então, numerosos comentaristas de direita descreveram o comportamento de pais e professores que apoiam menores em suas identidades transgênero como "grooming", e o termo "groomer" tem sido amplamente usado por mídia conservadora e políticos que desejam denunciar a comunidade LGBTQ e seus aliados, insinuando que são pedófilos ou facilitadores de pedofilia. A revista Slate Magazine posteriormente descreveu a palavra "grooming" como "o termo da moda da temporada". Em março de 2022, a apresentadora da Fox News Laura Ingraham afirmou que as escolas estavam se tornando "centros de aliciamento para radicais de identidade de gênero", dedicando um segmento inteiro de seu programa ao tema algumas semanas depois. Em abril de 2022, o grupo de mídia progressista Media Matters for America [en] publicou um estudo afirmando que, em um período de três semanas entre 17 de março e 6 de abril, a Fox News exibiu 170 segmentos sobre pessoas trans, nos quais a rede "repetidamente invocou o mito há muito desmascarado de que pessoas trans representam uma ameaça a menores e buscam prepará-los".

## Educação (pré-2025)

### Leis anti-LGBTQ no currículo

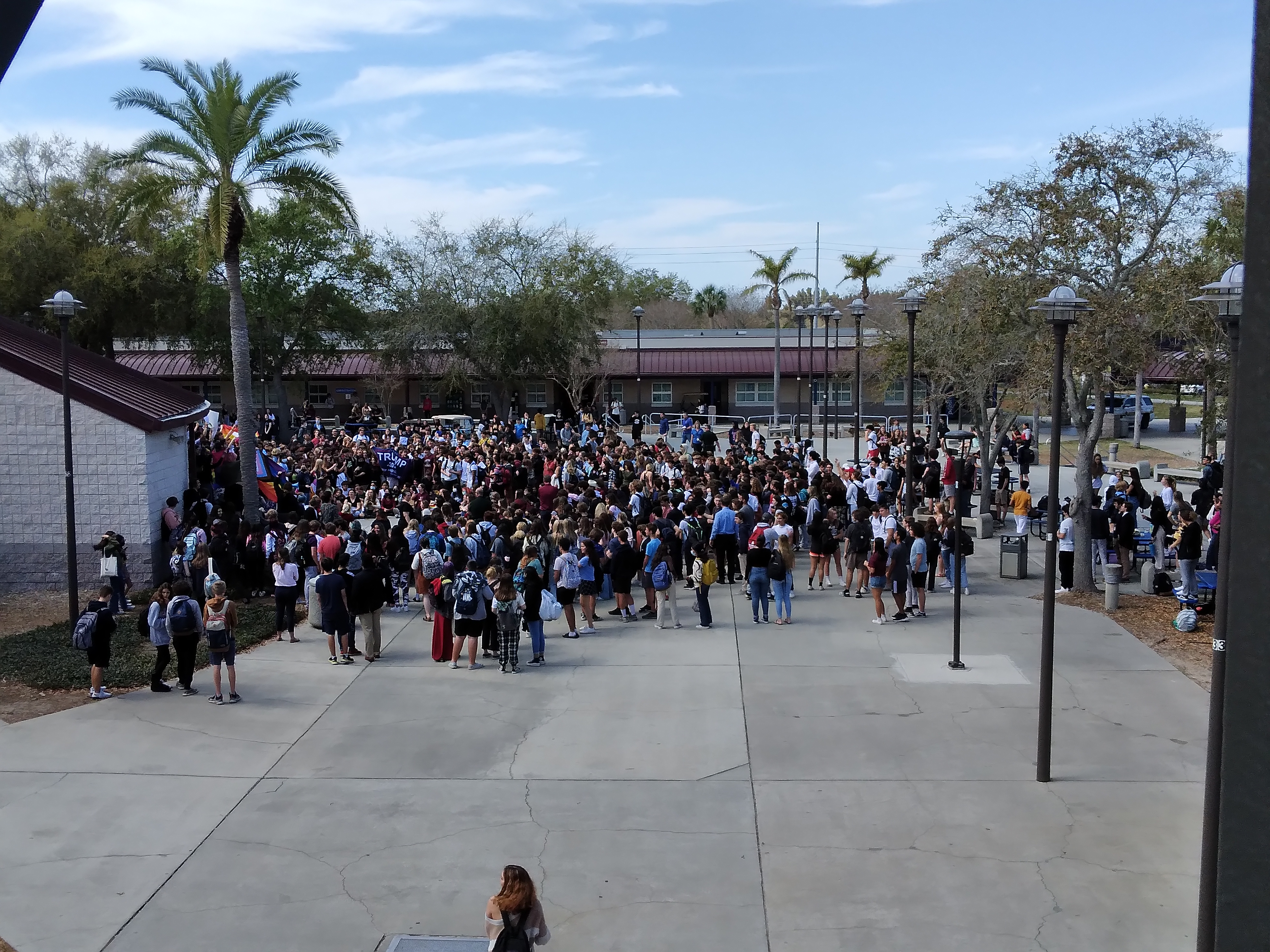
Protesto estudantil na Palm Harbor University High School contra a Lei dos Direitos Parentais na Educação da Flórida

Em julho de 2022, uma onda de ressurgimento de currículos anti-LGBTQ resultou na entrada em vigor de dez leis desse tipo em seis estados diferentes. Alguns estados que promulgaram essas novas leis parecem ter se inspirado em legislações semelhantes de outros estados.
Na Flórida, a Lei dos Direitos Parentais na Educação e a política do Conselho de Educação da Flórida proíbem a educação sobre "orientação sexual" ou "identidade de gênero", a menos que seja exigido pelos padrões acadêmicos estaduais ou faça parte de um curso ou aula opcional de saúde reprodutiva. Em agosto de 2023, o estado da Flórida retirou o curso de Psicologia Avançada de sua oferta devido a uma seção obrigatória sobre orientação sexual e identidade de gênero. No mesmo mês, escolas da região de Tampa anunciaram que restringiriam o ensino das obras de William Shakespeare para cumprir a Lei dos Direitos Parentais na Educação.
O Alabama proíbe tópicos LGBTQ do jardim de infância até a 5ª série, exceto para instruções consideradas "apropriadas para a idade ou desenvolvimento". Cinco outros estados (Montana, Arizona, Arkansas, Tennessee e Flórida) exigem notificação parental sobre instruções relacionadas a questões LGBTQ e permitem que os pais optem por não participar dessas aulas.
Na Califórnia (onde a lei estadual exige que os alunos aprendam sobre o "papel e contribuições" de pessoas LGBTQ na história), múltiplos protestos contra a inclusão de um currículo favorável a LGBTQ resultaram em violência. Em um protesto em junho de 2023 em Glendale, indivíduos vistos protestando contra o currículo LGBTQ foram identificados como membros de grupos de ódio, como os Proud Boys.

### Políticas sobre estudantes trans
Conselhos escolares locais de ensino fundamental e médio em todo o país adotaram uma variedade de políticas em relação a estudantes trans, que vão desde permitir direitos iguais e não discriminação total para estudantes trans até exigir que estudantes trans passem por uma verificação de antecedentes criminais para usar o banheiro consistente com sua identidade de gênero, passando por proibições completas de expressar o gênero autodeclarado, incluindo banimentos de pronomes escolhidos e bandeiras de orgulho, até mesmo proibições de mencionar a própria existência de pessoas trans. Autoridades estaduais e locais no Sul dos Estados Unidos usaram leis de indecência e obscenidade para banir livros de bibliotecas escolares.

### Reversão das proteções contra discriminação
Em junho de 2021, a administração Biden reforçou que o Título IX protegia estudantes LGBTQ contra discriminação, incluindo orientação sexual e identidade de gênero em sua lista de proteções.
Em agosto de 2021, o Tennessee e dezenove outros estados processaram o Departamento de Educação no caso Tennessee v. Department of Education, alegando que a nova orientação do Título IX constitui uma extrapolação do governo. Uma liminar preliminar foi concedida por um juiz do Tennessee em julho de 2022, bloqueando a aplicação da nova orientação. Em dezembro de 2022, o Departamento de Educação apelou da decisão, que ainda está pendente.
A nova orientação foi rejeitada pelo Departamento de Educação da Flórida, que chamou a orientação de "ideologia sexual" que coloca em risco a "saúde, segurança e bem-estar dos estudantes da Flórida".

## Leis anti-trans (pré-2025)

### Transição de gênero

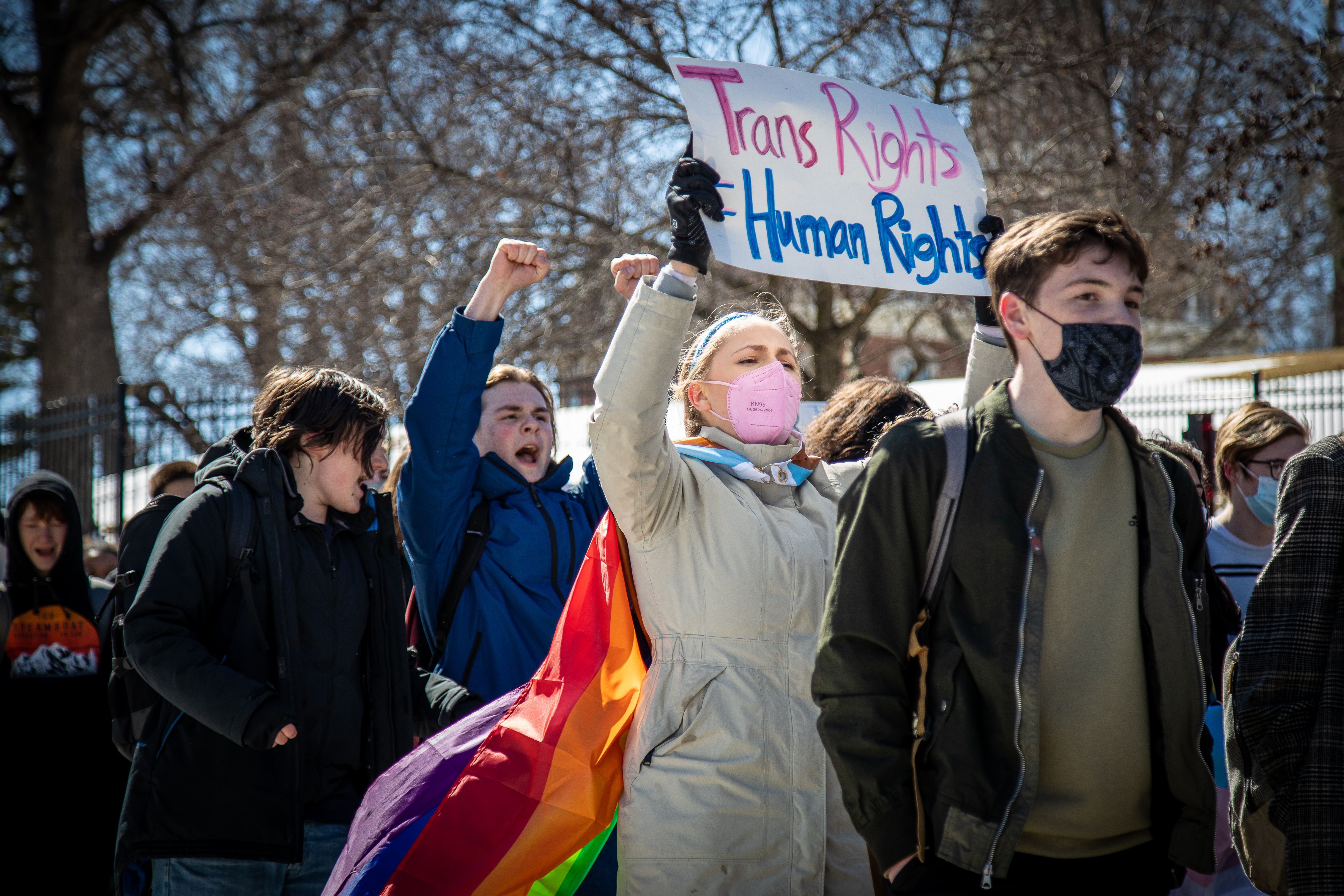
Estudantes em Des Moines protestam contra uma lei anti-trans assinada pela governadora republicana Kim Reynolds em 2022

Até 13 estados dos EUA proibiram cuidados de saúde afirmativos de gênero para juventude transgênero no início da década de 2020.

#### Tratamento para adultos
Muitos legisladores do Partido Republicano em todo o país estão propondo cada vez mais legislações que restringiriam os cuidados afirmativos de gênero para adultos ou tornariam esses tratamentos mais difíceis de acessar. No entanto, ao contrário do que ocorre com menores, nenhum estado baniu completamente os cuidados afirmativos de gênero para adultos. Esforços para restringir o acesso de adultos à saúde dependem fortemente de alegações de organizações autodenominadas "críticas ao gênero", como a Genspect, que afirmam que jovens não deveriam ser reconhecidos como adultos até os 25 anos.
Em janeiro de 2024, sete estados limitavam de alguma forma o acesso a cuidados afirmativos de gênero para adultos sem bani-los completamente, como permitir que planos de saúde privados, Medicaid e instalações correcionais excluam toda cobertura para esses cuidados, proibir o uso de fundos federais para cuidados afirmativos de gênero ou exigir práticas de consentimento informado além das normalmente requeridas na prática médica. Em janeiro de 2024, vários legisladores republicanos expressaram o desejo de banir completamente os cuidados de saúde afirmativos de gênero, afirmando que seu "objetivo final" era proibi-los totalmente para pessoas de todas as idades.
Esses estados têm políticas que facilitam ações judiciais de adultos trans contra seus médicos:
- Utah: Em janeiro de 2023, Utah removeu proteções de responsabilidade de qualquer médico que trate uma pessoa trans com menos de 25 anos, permitindo que qualquer pessoa trans com menos de 25 anos "desafirme" retroativamente o consentimento e processe o médico por fornecer cuidados aos quais havia consentido na época.[63][64][65][66]

- Dakota do Sul: Em fevereiro de 2023, Dakota do Sul aprovou uma lei semelhante à de Utah, mas sem limite de idade.[67]

- Arkansas: Em 13 de março de 2023, a governadora Sarah Huckabee Sanders assinou um projeto de lei que dá aos adultos 15 anos para abrir processos por negligência médica relacionados a cuidados afirmativos de gênero recebidos quando menores, enquanto para outros tipos de cuidados (sob a lei preexistente) um processo por negligência geralmente deve ser aberto dentro de dois anos.[68]

Esses estados têm políticas que restringem tratamentos para adultos trans, bem como para jovens:
- Flórida: Em agosto de 2022, o estado da Flórida votou para exigir que qualquer adulto trans buscando cuidados de saúde afirmativos de gênero receba aprovação do Conselho de Medicina da Flórida pelo menos 24 horas antes.[69] Em 17 de maio de 2023, DeSantis assinou uma lei[70] que proíbe seguradoras de cobrir cuidados afirmativos de gênero para adultos, além de proibir enfermeiros praticantes e assistentes médicos (estimados em 80% dos provedores de cuidados afirmativos de gênero) de administrá-los e bani-los de serem oferecidos via telemedicina. A legislatura estadual da Flórida havia aprovado o projeto no mês anterior.[71][72] Em junho de 2024, um juiz bloqueou permanentemente a entrada em vigor da lei.[73] Em agosto de 2024, o Tribunal de Apelações do 11º Circuito suspendeu a injunção permanente enquanto o caso está em apelação.[74]
- Missouri: Em abril de 2023, o procurador-geral do estado emitiu uma ordem de emergência instituindo um período de espera de três anos de disforia documentada continuamente antes de se qualificar para cuidados afirmativos de gênero, desqualificando pessoas com depressão ou ansiedade não tratadas, exigindo triagem para autismo e obrigando triagens regulares para "contágio social".[75][76][77] Isso foi caracterizado por muitos como uma proibição de fato dos cuidados de saúde trans para adultos, já que depressão e ansiedade são sintomas comuns da disforia de gênero.[78][79][80] Um juiz bloqueou temporariamente a execução da ordem e marcou uma audiência para 11 de maio.[81] O procurador-geral retirou essa ordem em 16 de maio após a legislatura estadual aprovar dois projetos restringindo cuidados afirmativos de gênero para jovens trans.[82][83] Em 7 de junho de 2023, o governador Mike Parson assinou um projeto que continha uma provisão proibindo cuidados afirmativos de gênero para prisioneiros, que entrou em vigor em 28 de agosto.

#### Tratamento para menores
Os cuidados afirmativos de gênero para menores estão disponíveis nos EUA há mais de uma década e são endossados por grandes associações médicas, mas têm sido cada vez mais atacados em muitas legislaturas conservadoras. Segundo a ACLU, somente em 2023, mais de 500 projetos de lei anti-LGBTQ foram apresentados nos EUA, dos quais mais de 130 estavam relacionados a cuidados de saúde. Os esforços para proibir cuidados afirmativos de gênero para menores começaram alguns anos antes, mas não receberam muita atenção das legislaturas estaduais até recentemente. A organização conservadora Do No Harm foi influente no desenvolvimento de legislação-modelo que começou a aparecer em 2022 nas legislaturas de Arkansas, Flórida, Iowa, Mississippi, Montana, New Hampshire e Virgínia Ocidental.
Em fevereiro de 2024, a Associação Americana de Psicologia aprovou uma declaração de política apoiando o acesso irrestrito a cuidados de saúde e cuidados clínicos baseados em evidências para crianças, adolescentes e adultos transgêneros, de gênero diverso e não binários, bem como se opondo a proibições estaduais e políticas destinadas a limitar o acesso a tais cuidados.
Até fevereiro de 2025, 27 estados haviam promulgado alguma forma de proibição de cuidados afirmativos de gênero para menores, 19 dos quais foram instituídos em 2023. No entanto, até janeiro de 2024, 16 dessas proibições estavam sendo contestadas judicialmente. Além disso, apenas 18 dos 27 estados têm proibições completas em pleno vigor. Seis estados têm proibições parciais e três estão atualmente bloqueados de entrar em vigor. Enquanto alguns estados baniram todas as formas de transição médica, outros, como Arizona, Nebraska, New Hampshire e Geórgia, proibiram apenas tipos específicos, como terapia hormonal ou cirurgia. Seis estados têm exceções que permitem que menores que já estavam recebendo cuidados afirmativos de gênero antes da proibição continuem seus tratamentos. Atualmente, todos os 27 estados fazem exceções para bloqueadores de puberdade, hormônios e cirurgias para crianças cisgênero e intersexo. Apenas um estado, Virgínia Ocidental, faz exceções em casos de "disforia grave". Há também atualmente apenas um estado, Missouri, com uma proibição definida para expirar após certo período de tempo. Quase todos os estados com restrições incluem disposições específicas com penalidades para provedores, e 4 estados incluem disposições direcionadas a pais ou responsáveis. Outros 4 estados têm leis/políticas que afetam funcionários escolares, como professores e conselheiros, entre outros.
Muitos estados democratas seguiram na direção oposta e promulgaram leis que protegem o acesso a cuidados afirmativos de gênero para menores e adultos. Essas leis, frequentemente chamadas de leis "escudo", muitas vezes combinam explicitamente proteções para cuidados afirmativos de gênero e aborto, abrangendo uma variedade de proteções, incluindo proteger provedores e pacientes de punições, obrigar seguradoras a cobrir os procedimentos e atuar como "estados santuário" que protegem pacientes que viajam para o estado vindos de outros estados que baniram tais tratamentos, entre outras medidas. Até junho de 2024, 16 estados e o Distrito de Columbia haviam promulgado leis "escudo".
Dos cerca de 1,6 milhão de americanos que são transgêneros, aproximadamente 300.000 têm menos de 18 anos.
Em outubro de 2023, aproximadamente 105.200 jovens transgêneros de 13 a 17 anos viviam em estados onde os cuidados afirmativos de gênero são proibidos para menores. No entanto, cerca de 26.000 desses jovens ainda conseguiam acessar cuidados em seus estados devido a ordens judiciais que proíbem a aplicação das leis. Por outro lado, cerca de 146.700 jovens transgêneros viviam em estados que aprovaram leis "escudo" de cuidados afirmativos de gênero que apoiam o acesso a cuidados, protegendo médicos e pais que prescrevem ou buscam acesso a cuidados médicos para jovens. Uma análise da KFF no final de janeiro de 2024 estimou que 38% dos jovens trans entre 13 e 17 anos nos Estados Unidos viviam em estados com leis que limitam o acesso de jovens a cuidados afirmativos de gênero.
As proibições de cuidados afirmativos de gênero têm sido criticadas como interferência dos governos na relação médico-paciente e por tirar das mãos de pais e famílias as decisões de saúde para seus filhos. Proibições estaduais de cuidados afirmativos de gênero nos Estados Unidos levaram algumas famílias com crianças transgêneras a se mudarem de seus estados.
Em 17 de outubro de 2024, o procurador-geral do Texas, Ken Paxton, abriu um processo contra um médico que supostamente forneceu cuidados afirmativos de gênero a 21 menores após esses tratamentos terem sido banidos para menores no Texas, sendo a primeira vez que tal ação foi movida nos EUA.

#### Proibições para menores
| Estado             | Autoridade                                                   | Assinatura                                 | Efetivo                                                                              | Notas |
| ------------------ | ------------------------------------------------------------ | ------------------------------------------ | ------------------------------------------------------------------------------------ | --- |
| Arkansas           | Assembleia Geral do Arkansas                                 | 6 de abril de 2021                         | Bloqueado permanentemente                                                            | Em 6 de abril de 2021, a legislatura estadual, superando o veto do governador Asa Hutchinson, aprovou a um projeto de lei que proibia bloqueadores de puberdade, hormônios e cirurgias para menores e de encaminhá-los a outros provedores. No entanto, os tribunais bloquearam temporariamente e depois permanentemente a lei. |
| Texas              | Procurador-geral do Texas, Ken Paxton Governador Greg Abbott | 22 de fevereiro de 2022 2 de junho de 2023 | Bloqueado por injunção (ordem) 1º de setembro de 2023 (legislação)                   | Em fevereiro de 2022, o procurador-geral do estado ordenou a proibição de cuidados de afirmação de gênero para jovens trans, com penalidades criminais por não relatar suspeitas de violações. No entanto, a ordem está atualmente bloqueada por uma liminar. Em junho de 2023, o governador assinou uma lei para proibir esse atendimento a menores. Em 25 de agosto de 2023, um juiz do tribunal distrital impediu que a lei entrasse em vigor. Em resposta, o gabinete do Procurador Geral entrou com um recurso na Suprema Corte do Texas, uma medida que automaticamente suspendeu a liminar do juiz e permitiu que a lei entrasse em vigor em 1º de setembro de 2023, conforme planejado originalmente. Em 28 de junho de 2024, a Suprema Corte do Texas manteve a lei. |
| Alabama            | Governadora Kay Ivey                                         | 8 de abril de 2022                         | 8 de maio de 2022                                                                    | É crime para um prestador de serviços médicos oferecer cuidados de saúde de afirmação de gênero a pessoas transgênero com menos de 19 anos (a idade da maioridade no Alabama). Em maio de 2022, um juiz federal decidiu que a proibição da cirurgia era aplicável. No entanto, a proibição de bloqueadores de puberdade e hormônios não era aplicável enquanto a lei era contestada no tribunal. Em agosto de 2023, o 11º Tribunal de Apelações do Circuito dos EUA reverteu a decisão, permitindo que a proibição de bloqueadores de puberdade e hormônios entrasse em vigor. |
| Utah               | Governador Spencer Cox                                       | 27 de janeiro de 2023                      |                                                                                      | |
| Dakota do Sul      | Governadora Kristi Noem                                      | 13 de fevereiro de 2023                    |                                                                                      | |
| Mississippi        | Governador Tate Reeves                                       | 28 de fevereiro de 2023                    |                                                                                      | |
| Tennessee          | Governador Bill Lee                                          | 2 de março de 2023                         |                                                                                      | |
| Flórida            | Conselho de Medicina da Flórida Governador Ron DeSantis      |                                            | 26 de agosto de 2024 (legislação) Bloqueado (regra do conselho estadual de medicina) | A regra do conselho estadual de medicina entrou em vigor em 16 de março de 2023. Além disso, em 17 de maio de 2023, o governador DeSantis sancionou uma proibição, que entrou em vigor imediatamente. Ela se aplica somente a novos pacientes, não àqueles que já estavam recebendo atendimento de afirmação de gênero. Entretanto, em 6 de junho de 2023, um tribunal bloqueou temporariamente a aplicação da regra do conselho e da lei. Em junho de 2024, um juiz bloqueou permanentemente a entrada em vigor da lei. Em agosto de 2024, o Tribunal de Apelações do 11º Circuito suspendeu a liminar permanente enquanto a questão é objeto de recurso. |
| Iowa               | Governadora Kim Reynolds                                     | 22 de março de 2023                        |                                                                                      | |
| Georgia            | Governador Brian Kemp                                        | 23 de março de 2023                        | 1º de julho de 2023                                                                  | Proíbe hormônios e cirurgia, mas continua a permitir bloqueadores de puberdade. Menores de idade que iniciaram o uso de hormônios antes de 1º de julho de 2023 podem continuar o tratamento. |
| Virgínia Ocidental | Governador Jim Justice                                       | 29 de março de 2023                        |                                                                                      | O projeto de lei abre exceções para menores que tenham recebido consentimento dos pais e sejam diagnosticados com “disforia de gênero grave” por dois médicos. Devido a essa exceção, os especialistas não esperam que a proibição tenha um grande impacto. |
| Kentucky           | Legislatura estadual                                         | 29 de março de 2023                        | 14 de julho de 2023                                                                  | A legislatura anulou o veto do governador Andy Beshear, proibindo o atendimento médico de afirmação de gênero para menores trans. Os juízes federais de apelação permitiram que a proibição permanecesse em vigor durante os desafios legais para derrubá-la. |
| Arizona            | Governador Doug Ducey                                        | 30 de março de 2022                        | 31 de março de 2023                                                                  | Proíbe a cirurgia de afirmação de gênero para menores, mas não hormônios e bloqueadores de puberdade. O projeto de lei também faz algumas exceções, inclusive no caso de alguém nascido intersexo. Em meados de 2023, uma nova governadora, Katie Hobbs, reverteu o curso assinando uma série de ordens executivas que incluem proteções no estilo de escudo para cuidados de afirmação de gênero, garantindo que eles permaneçam legais no Arizona. Ela também proíbe a terapia de conversão, exige que os planos de seguro cubram o atendimento de afirmação de gênero e impede que as agências estaduais cooperem com processos civis e criminais em estados onde o atendimento de saúde de afirmação de gênero é ilegal. |
| Idaho              | Governador Brad Little                                       | 4 de abril de 2023                         | 15 de abril de 2024                                                                  | Também tornaria crime qualquer médico ajudar um menor a buscar tratamento de afirmação de gênero. Em 27 de dezembro de 2023, um juiz federal impediu que a lei entrasse em vigor. Em 15 de abril de 2024, a Suprema Corte dos EUA respondeu a um pedido de emergência apresentado em fevereiro, permitindo temporariamente que a proibição entrasse em vigor enquanto outros desafios legais eram enfrentados nos tribunais inferiores. A decisão não resolveu os desafios legais subjacentes levantados pelo caso nem os juízes decidiram sobre a questão mais ampla das proibições de tratamento de afirmação de gênero para menores. A decisão também não se aplica aos dois autores da ação judicial. |
| Indiana            | Governador Eric Holcomb                                      | 5 de abril de 2023                         | 27 de fevereiro de 2024                                                              | Em 16 de junho de 2023, um juiz federal bloqueou temporariamente a entrada em vigor da lei. Em 27 de fevereiro de 2024, o Tribunal de Apelações do 7º Circuito reverteu a decisão, permitindo que a proibição entrasse em vigor. |
| Dakota do Norte    | Governador Doug Burgum                                       | 20 de abril de 2023                        |                                                                                      | Em 20 de abril de 2023, o governador da Dakota do Norte, Doug Burgum, assinou uma lei que criminaliza o tratamento de saúde trans para menores de idade. No entanto, a lei abre exceções para o tratamento medicamentoso em “circunstâncias raras com o consentimento dos pais”. A lei também permite o tratamento medicamentoso para o início precoce da puberdade e os menores que já estavam recebendo cuidados de afirmação de gênero ainda poderão receber tratamento. |
| Montana            | Governador Greg Gianforte                                    | 28 de abril de 2023                        | Bloqueado                                                                            | Em 27 de setembro de 2023, um juiz do Tribunal Distrital de Montana impediu que a proibição entrasse em vigor. Em 11 de dezembro de 2024, a Suprema Corte de Montana confirmou a decisão do tribunal de primeira instância, sugerindo que a proibição é provavelmente inconstitucional, e a enviou de volta ao tribunal distrital para julgamento. Se a proibição entrar em vigor, alguns tratamentos permaneceriam legais para menores que não sofrem de disforia de gênero. |
| Carolina do Norte  | Legislatura estadual                                         |                                            | 17 de agosto de 2023                                                                 | Proibição de cuidados de afirmação de gênero, como hormônios, bloqueadores de puberdade e cirurgia, para menores. A proibição se aplica apenas a crianças transgênero e ainda permite esses tratamentos para crianças intersexo e cisgênero. A proibição também se aplica somente a novos pacientes. As crianças transgênero que iniciaram o tratamento antes de 1º de agosto de 2023 poderão continuar a receber o tratamento. O governador Roy Cooper vetou o projeto de lei em 5 de julho de 2023, mas a legislatura estadual anulou seu veto em 17 de agosto, tornando-o lei. |
| Missouri           | Governador Mike Parson                                       | 7 de junho de 2023                         | 28 de agosto de 2023                                                                 | As pessoas que recebem bloqueadores ou hormônios da puberdade antes da entrada em vigor da proibição podem continuar a tomá-los. Caso contrário, os bloqueadores e hormônios serão proibidos até 2027. A cirurgia também é proibida. |
| Louisiana          | Legislatura estadual                                         |                                            | 1º de janeiro de 2024                                                                | Em 29 de junho de 2023, John Bel Edwards vetou a proibição de bloqueadores, hormônios e cirurgias para menores. Em 18 de julho, a Legislatura do Estado da Louisiana anulou seu veto. |
| Oklahoma           | Governador Kevin Stitt                                       | 1º de maio de 2023                         |                                                                                      | Em 1º de maio de 2023, o governador Kevin Stitt assinou um projeto de lei que torna crime a prestação de atendimento médico de transição de gênero por médicos a qualquer pessoa com menos de 18 anos de idade. Em outubro de 2023, um juiz se recusou a impedir que a lei entrasse em vigor. |
| Nebraska           | Governador Jim Pillen                                        | 2 de outubro de 2023                       | 2 de outubro de 2023                                                                 | Em 2 de outubro de 2023, o Departamento de Saúde e Serviços Humanos do estado anunciou que o governador republicano Jim Pillen havia aprovado regulamentos de emergência proibindo cirurgias de afirmação de gênero para menores. Bloqueadores de puberdade e tratamentos hormonais para menores ainda permanecem legais, mas os candidatos agora devem esperar sete dias e passar por pelo menos 40 horas de terapia “clinicamente neutra” antes de iniciá-los. As novas normas entraram em vigor imediatamente. |
| Ohio               | Legislatura estadual                                         |                                            | Bloqueado                                                                            | Em 5 de janeiro de 2024, o governador Mike DeWine [en] assinou uma ordem executiva proibindo cirurgias de afirmação de gênero em menores de idade. Anteriormente, em 29 de dezembro de 2023, ele havia vetado a lei Saving Adolescents from Experimentation (SAFE) Act (HB68) aprovada (em sua maioria por linhas partidárias) pelo Legislativo de Ohio em 13 de dezembro, que proibia cirurgias de afirmação de gênero, bem como hormônios e bloqueadores de puberdade para menores. O projeto de lei inclui exceções para esse tipo de tratamento para jovens não transgêneros e permite que as crianças que já estavam recebendo tratamento de afirmação de gênero em Ohio continuem seu tratamento. Em 24 de janeiro de 2024, a legislatura anulou o veto de DeWine, tornando o HB68 lei. Em 16 de abril de 2024, um juiz bloqueou temporariamente a entrada em vigor da proibição. Em 6 de agosto de 2024, um juiz revogou a liminar e permitiu que a lei entrasse em vigor imediatamente. Em 18 de março de 2025, o 10º Tribunal Distrital de Apelação do estado reverteu a decisão do juiz e restabeleceu a liminar. O procurador-geral do estado, Dave Yost [en], prometeu recorrer imediatamente. |
| Wyoming            | Governador Mark Gordon                                       | 22 de março de 2024                        | 1º de julho de 2024                                                                  | Em 22 de março de 2024, o governador de Wyoming, Mark Gordon, assinou uma lei que criminaliza o atendimento de saúde trans para menores. |
| Carolina do Sul    | Governador Henry McMaster                                    | 21 de maio de 2024                         | 21 de maio de 2024                                                                   | Em 21 de maio de 2024, o governador da Carolina do Sul, Henry McMaster, assinou uma lei que proíbe a assistência médica trans para menores de idade. A lei, que entrou em vigor imediatamente, também exige que diretores, professores e outros membros da equipe escolar informem aos pais quando seus filhos quiserem usar um nome diferente do legal ou pronomes que não correspondam ao sexo atribuído no nascimento. Também proíbe que adultos com menos de 26 anos de idade usem o Medicaid para cobrir os custos de assistência médica a pessoas trans. Essa parte do projeto de lei está em oposição direta a uma decisão do Tribunal de Apelações do 4º Circuito dos EUA do mês anterior, que determinou que as proibições estaduais do Medicaid sobre o atendimento de afirmação de gênero no 4º Circuito, que inclui a Carolina do Sul, são inconstitucionais. |
| New Hampshire      | Governador Chris Sununu                                      | 19 de julho de 2024                        | 1º de janeiro de 2025                                                                | Em 19 de julho de 2024, o governador de New Hampshire, Chris Sununu, assinou uma lei proibindo cirurgias genitais de afirmação de gênero para menores de idade. No entanto, bloqueadores de puberdade, hormônios e cirurgias não genitais, como mastectomias, permanecem legais para jovens trans. |
| Kansas             | Legislatura estadual                                         |                                            | 18 de fevereiro de 2025                                                              | Em 18 de fevereiro de 2025, a legislatura do estado do Kansas anulou o veto da governadora Laura Kelly [en] ao Projeto de Lei 63 do Senado, que proíbe o atendimento de afirmação de gênero para menores. As crianças que já recebem atendimento de afirmação de gênero no Kansas devem parar de recebê-lo até 31 de dezembro de 2025. |

#### Proteção para menores
| Estado               | Autoridade                         | Assinatura             | Efetivo                | Notas |
| -------------------- | ---------------------------------- | ---------------------- | ---------------------- | --- |
| Connecticut          | Governador Ned Lamont [en]         | 5 de maio de 2022      | 5 de maio de 2022      | Em 5 de maio de 2022, o Governador Ned Lamont assinou o Projeto de Lei 5414 da Câmara, uma lei de proteção que designa Connecticut como um “porto seguro” que protege as pessoas que realizam abortos e atendimento de afirmação de gênero no estado, bem como proteções legais para pessoas que buscam abortos e atendimento de saúde de afirmação de gênero de fora do estado. |
| Massachusetts        | Governador Charlie Baker           | 29 de julho de 2022    | 29 de julho de 2022    | Em 29 de julho de 2022, o governador Charlie Baker assinou uma lei de proteção que protege o acesso ao aborto e à assistência médica de afirmação de gênero no estado. |
| California           | Governador Gavin Newsom            | 30 de setembro de 2022 | 1º de janeiro de 2023  | Em 30 de setembro de 2022, o governador Gavin Newsom assinou a SB 107, uma lei de proteção que designa a Califórnia como um “estado santuário” para jovens trans e suas famílias que estão fugindo de outros estados que proibiram a prática. |
| Distrito de Colúmbia | Prefeita Muriel Bowser             | 21 de novembro de 2022 | 21 de novembro de 2022 | Em 21 de novembro de 2022, a prefeita Muriel Bowser sancionou a lei D.C. ACT 24-646, a Lei de Emenda do Santuário de Direitos Humanos de 2022, que protege o direito à autonomia corporal e daqueles que buscam atendimento para aborto, contracepção, conduta sexual, relacionamentos íntimos e afirmação de gênero. |
| Illinois             | Governador JB Pritzker [en]        | 13 de janeiro de 2023  | 13 de janeiro de 2023  | Em 13 de janeiro de 2023, o governador JB Pritzker sancionou a lei HB4664, um projeto de lei geral sobre direitos reprodutivos e cuidados de afirmação de gênero que protege os prestadores de serviços de saúde e seus pacientes contra ataques legais de estados vizinhos e expande o acesso e as opções de cuidados de saúde reprodutivos e de afirmação de gênero em todo o estado. O projeto de lei toma medidas históricas para proteger os provedores de Illinois e seus pacientes, milhares dos quais viajaram para Illinois para ter acesso a cuidados essenciais agora proibidos em seus estados de origem. |
| Nova México          | Governadora Michelle Lujan Grisham | 16 de março de 2023    | 16 de março de 2023    | Em 16 de março de 2023, a governadora Michelle Lujan Grisham sancionou o Projeto de Lei 7 da Câmara, a Lei de Assistência à Saúde Reprodutiva e de Afirmação de Gênero, que proíbe órgãos públicos, inclusive municípios locais, de negar, restringir ou discriminar o direito de um indivíduo de usar ou recusar assistência à saúde reprodutiva ou assistência à saúde relacionada ao gênero. |
| Vermont              | Governador Phil Scott [en]         | 29 de março de 2023    | etembro de 2023        | Em 29 de março de 2023, o governador Phil Scott sancionou o Projeto de Lei 89 da Câmara e o Projeto de Lei 37 do Senado, que estabelecem uma série de proteções para provedores e solicitantes de assistência médica de afirmação de gênero, bem como para aqueles que buscam ou administram abortos. |
| Nova Jersey          | Governador Phil Murphy             | 4 de abril de 2023     | 4 de abril de 2023     | Em 4 de abril de 2023, o governador Phil Murphy assinou a Ordem Executiva nº 326, estabelecendo Nova Jersey como um porto seguro para a assistência médica de afirmação de gênero, orientando todos os departamentos e agências estaduais a proteger todas as pessoas, incluindo profissionais de saúde e pacientes, contra possíveis repercussões resultantes do fornecimento, recebimento, assistência no fornecimento ou recebimento, busca ou viagem a Nova Jersey para obter serviços de assistência médica de afirmação de gênero. |
| Colorado             | Governador Jared Polis [en]        | 14 de abril de 2023    | 14 de abril de 2023    | Em 14 de abril de 2023, o governador Jared Polis sancionou um trio de projetos de lei de saúde que consagram o acesso ao aborto e a procedimentos e medicamentos de afirmação de gênero no Colorado. Esses projetos de lei garantem que as pessoas dos estados vizinhos e de outros estados possam ir ao Colorado para fazer um aborto, começar a tomar bloqueadores de puberdade ou receber cirurgia de afirmação de gênero sem medo de serem processadas. |
| Minnesota            | Governador Tim Walz                | 27 de abril de 2023    | 27 de abril de 2023    | Em 27 de abril de 2023, o governador Tim Walz assinou uma lei de proteção que protege menores que fogem de outros estados para receber cuidados de afirmação de gênero. |
| Washington           | Governador Jay Inslee [en]         | 9 de maio de 2023      | 9 de maio de 2023      | Em 9 de maio de 2023, o governador Jay Inslee assinou uma lei de proteção que designa Washington como um “estado santuário” para jovens trans. |
| Maryland             | Governador Wes Moore [en]          | 6 de junho de 2023     | 6 de junho de 2023     | Em 6 de junho de 2023, o governador Wes Moore assinou uma ordem executiva para proteger os cuidados de saúde de afirmação de gênero em Maryland. A ordem protegerá aqueles que buscam, recebem ou fornecem atendimento de afirmação de gênero em Maryland contra tentativas de punição legal por outros estados. A ordem executiva foi transformada em lei pelo Decreto de Proteção Trans, que Moore sancionou em 16 de maio de 2024. |
| Nova York            | Governadora Kathy Hochul           | 26 de junho de 2023    | 26 de junho de 2023    | Em 26 de junho de 2023, a governadora Kathy Hochul assinou uma lei de proteção que designa Nova York como um “estado santuário” para jovens transgêneros. Essa lei protege o acesso a cuidados médicos relacionados à transição para menores transgêneros e impede que os tribunais estaduais apliquem as leis de outros estados que possam autorizar que uma criança seja levada embora se os pais fornecerem cuidados médicos de afirmação de gênero, incluindo bloqueadores de puberdade e terapia hormonal. Também proíbe que os tribunais de Nova York considerem o atendimento relacionado à transição de menores como abuso infantil e proíbe que as autoridades estaduais e locais cooperem com agências de outros estados em relação ao fornecimento de atendimento legal de afirmação de gênero em Nova York. |
| Arizona              | Governadora Katie Hobbs            | 28 de junho de 2023    | 28 de junho de 2023    | Em 30 de março de 2022, o governador Doug Ducey assinou um projeto de lei proibindo a cirurgia de afirmação de gênero para menores, mas não hormônios e bloqueadores de puberdade. O projeto de lei também faz algumas exceções, inclusive no caso de alguém nascido intersexo. Em 28 de junho de 2023, uma nova governadora, Katie Hobbs, reverteu o curso assinando uma série de ordens executivas que incluem proteções no estilo de escudo para cuidados de afirmação de gênero, garantindo que eles permaneçam legais no Arizona. Ela também proíbe a terapia de conversão, exige que os planos de seguro cubram o atendimento de afirmação de gênero e impede que as agências estaduais cooperem com processos civis e criminais em estados onde o atendimento de saúde de afirmação de gênero é ilegal. |
| Oregon               | Governadora Tina Kotek [en]        | 13 de julho de 2023    | 13 de julho de 2023    | Em 9 de maio de 2023, a governadora Tina Kotek assinou uma lei que protege o acesso ao aborto e ao atendimento de afirmação de gênero para jovens trans. Menores de idade entre 15 e 17 anos podem receber cuidados de afirmação de gênero sem a permissão dos pais, ao passo que jovens com 14 anos ou menos devem ter a permissão dos pais. |
| Maine                | Governadora Janet Mills [en]       | 23 de abril de 2024    | 23 de abril de 2024    | Em 23 de abril de 2024, a governadora Janet Mills assinou uma lei de proteção que designa o Maine como um “estado santuário” para prestadores de serviços de aborto e de cuidados de afirmação de gênero e torna o acesso a esses tratamentos “direitos legais” no Maine. A lei afirma que ações criminais e civis contra provedores e pacientes não são aplicáveis se o acesso a esse tratamento tiver ocorrido no Maine. Além disso, o projeto de lei impede a cooperação com mandados de prisão de fora do estado para tratamentos de afirmação de gênero e abortos que ocorram dentro do estado. Ele também protege os médicos que prestam atendimento de afirmação de gênero e aborto contra ações de conselhos médicos, seguro contra imperícia e outras entidades reguladoras que buscam prejudicá-los economicamente ou dissuadi-los de prestar atendimento. O projeto de lei também consagra explicitamente os Padrões de Atendimento da WPATH na lei estadual para a cobertura de cuidados com a saúde de transgêneros. |
| Rhode Island         | Governador Daniel McKee            | 25 de junho de 2024    | 25 de junho de 2024    | Em 25 de junho de 2024, o governador Daniel McKee assinou uma lei de proteção que designa Rhode Island como um “estado santuário” para prestadores de serviços de aborto e de cuidados de afirmação de gênero e torna o acesso a esses tratamentos “direitos legais” em Rhode Island. O projeto de lei também protege os prestadores de serviços de serem processados por prestarem atendimento. |

### Documentos legais
Embora todos os 50 estados dos EUA anteriormente permitissem que pessoas transgêneras alterassem seus nomes legais e gêneros registrados para corresponder à sua verdadeira identidade, muitos estados na década de 2020 implementaram novas restrições. Essas restrições variaram desde exigir esterilização para obter documentos alterados até tornar crime portar uma identificação estadual que não corresponda ao gênero atribuído ao nascer.

### Proibições em esportes

Leis estaduais que proíbem atletas transgêneros de participar de esportes de acordo com sua identidade de gênero, em junho de 2023:
Lei promulgada que proíbe atletas trans de participar de esportes com base em sua identidade de gênero; impõe classificações de gênero em esportes com base no sexo biológico registrado
Lei que impede atletas trans de participar de esportes em sua identidade de gênero foi promulgada, mas está atualmente bloqueada de entrar em vigor por ordem judicial

Alguns estados dos EUA aprovaram legislações restringindo a participação de juventude transgênero em esportes escolares ou de mulheres e meninas trans em esportes femininos.
Vinte e seis estados dos EUA proibiram pessoas transgêneras de participar de esportes de acordo com sua identidade de gênero em diferentes capacidades. Esses estados incluem Texas, Arkansas, Flórida, Alabama, Oklahoma, Kentucky, Mississippi, Tennessee, Virgínia Ocidental, Carolina do Sul, Utah, Dakota do Sul, Montana, Iowa, Arizona, Idaho, Wyoming, Indiana, Louisiana, Kansas, Geórgia, Dakota do Norte, New Hampshire, Carolina do Norte, Alasca e Ohio. A aprovação de legislações contra jovens transgêneros resultou em um aumento de chamadas para a Trans Lifeline [en], uma linha direta de crise de suicídio administrada por e para pessoas transgêneras. Algumas dessas proibições aplicam-se apenas a esportes escolares, e algumas afetam apenas mulheres transgêneras, mas não homens transgêneros. O Departamento de Educação dos Estados Unidos afirmou que estudantes transgêneros estão protegidos pelo Título IX.
- Em Indiana, as escolas baseiam-se no sexo anatômico, exigindo cirurgia de redesignação de gênero para que atletas trans participem do esporte de seu gênero identificado.[217]
- Nebraska formou um Comitê de Elegibilidade de Identidade de Gênero que decide caso a caso como cada atleta transgênero pode participar conforme seu gênero autoidentificado.[217]
- Texas, Alabama, Carolina do Norte, Kentucky,[218] Idaho e Flórida[219] exigem que atletas trans compitam com base em seu sexo atribuído.[217]
- Em Alasca, Connecticut, Geórgia, Kansas, Pensilvânia e Wisconsin, cada distrito escolar toma sua própria decisão sobre como incluir atletas transgêneros.[218]
- Maine dá aprovação para que estudantes escolham em qual equipe desejam jogar, aprovando com base em segurança e justiça.[218]
- Nova Jérsei e Novo México exigem que atletas trans forneçam evidências de que transição foi concluída ou está em andamento.[218]
- Missouri e Ohio exigem que atletas passem por tratamento hormonal. Ohio exige que o atleta esteja em tratamento hormonal por pelo menos um ano antes de competir.[218]
- Oregon permite que aqueles que se identificam como masculinos participem de equipes masculinas, sendo então excluídos de competições femininas. Aqueles em transição de masculino para feminino devem estar em tratamento hormonal por pelo menos um ano.[218]
- Iowa proíbe meninas e mulheres transgêneras de participar de esportes femininos. Não há tal estipulação para meninos e homens transgêneros em relação a esportes masculinos.[220]
- Oklahoma exige que qualquer estudante participando de esportes apresente um affidavit autenticado do gênero atribuído ao nascer, sob pena de perjúrio.[221]

### Leis sobre banheiros

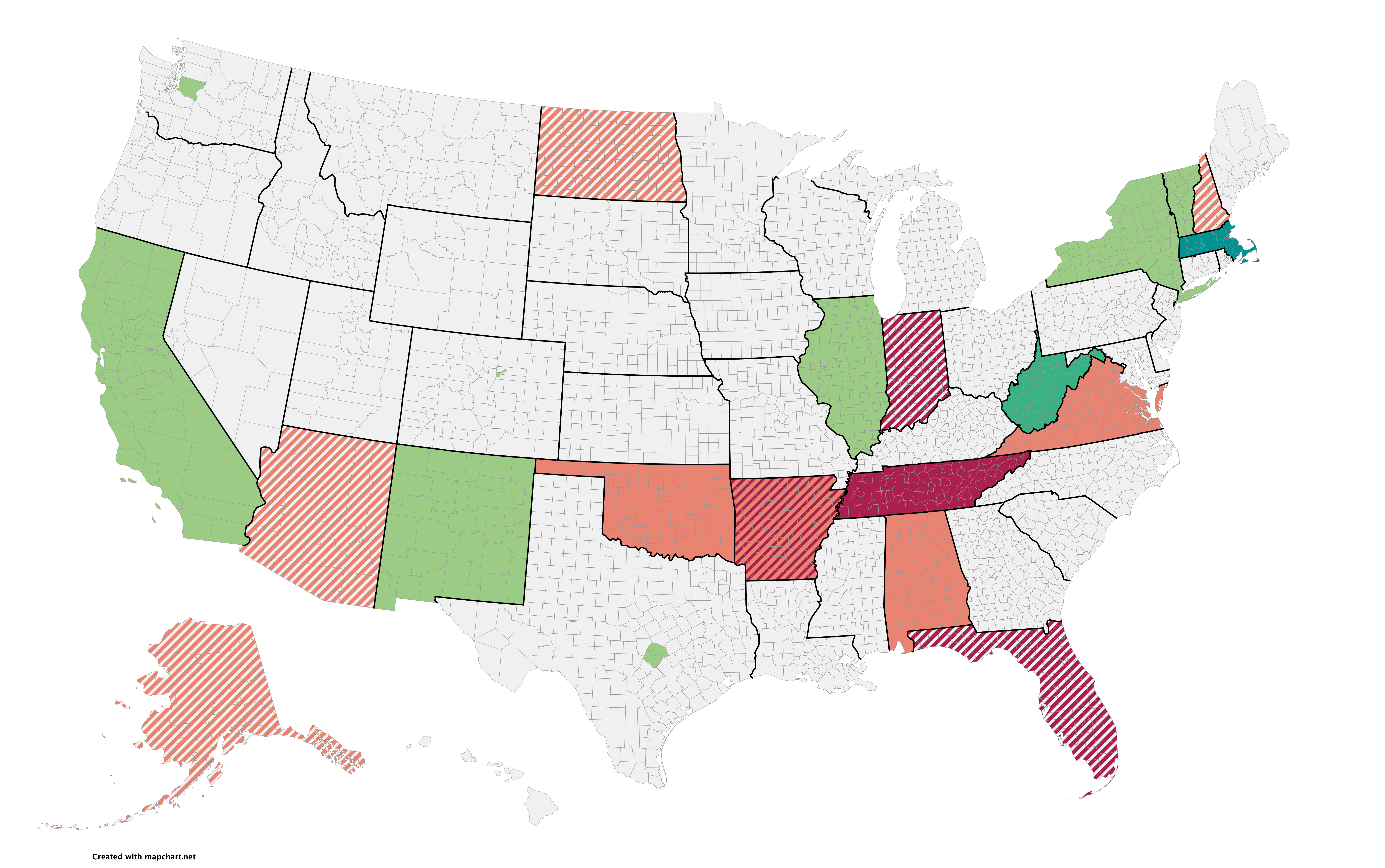
Estados e condados nos Estados Unidos que promulgaram legislações sobre banheiros, vestiários e outras acomodações públicas segregadas por sexo, em relação ao acesso por pessoas transgêneras ou com disforia de gênero, até março de 2023:
Estado, cidade ou condado exige banheiros unissex de uso individual em todos os edifícios públicos
Estado proíbe explicitamente a discriminação em banheiros com base na identidade de gênero
Legislação estadual ou diretrizes escolares atualmente permitem que estudantes usem banheiros correspondentes à sua identidade de gênero
Legislação estadual ou diretrizes escolares atualmente proíbem estudantes de usar banheiros que diferem de seu sexo biológico
Lei estadual de exposição indecente pode ser interpretada para criminalizar pessoas trans ao se despirem em vestiários ou usarem banheiros que não correspondam ao seu sexo biológico

Um exemplo precoce de uma lei anti-trans sobre banheiros foi a Lei de Privacidade e Segurança das Instalações Públicas [en] na Carolina do Norte, aprovada como lei em 2016. No entanto, o projeto desencadeou ampla condenação e ameaças de boicotes, e partes da medida foram revogadas em 2017 como parte de um acordo entre o governador democrata e a legislatura controlada pelos republicanos. Em 2016, os Departamentos de Justiça e Educação dos EUA emitiram uma orientação afirmando que escolas que recebem fundos federais devem tratar os estudantes conforme sua identidade de gênero (por exemplo, em relação a banheiros). Essa política foi revogada pela administração Trump em 2017.
Na década de 2020, leis sobre banheiros foram propostas e debatidas em várias legislaturas estaduais. Segundo a União Americana pelas Liberdades Civis, atualmente existem 469 projetos de lei anti-LGBTQ nos EUA, a maioria visando pessoas transgêneras. Exemplos atuais incluem o Kansas SB 180. Vários projetos estaduais são baseados e se assemelham estreitamente à legislação-modelo fornecida pela organização conservadora de lobby Aliança em Defesa da Liberdade (ADF), classificada pelo Centro de Direito da Pobreza do Sul como um grupo de ódio anti-LGBTQ. A legislação-modelo da ADF propõe dar a qualquer estudante de escola pública ou universidade o direito de processar por 2.500 dólares cada vez que encontrar um colega transgênero em um vestiário ou banheiro.
Vários dos projetos apresentados e aprovados tornaram algum tipo de ofensa criminal, frequentemente um delito sexual [en], o uso por uma pessoa transgênera de um banheiro, vestiário, sala de troca ou outra instalação semelhante que não corresponda ao seu sexo atribuído. O mais severo foi o de Arkansas, que tornou uma ofensa de "indecência sexual com uma criança" o uso por uma pessoa trans de qualquer dessas instalações se houvesse alguém menor de 18 anos presente no momento do uso.
Desde 2021, Alabama, Arkansas, Oklahoma, Tennessee e Idaho promulgaram leis sobre banheiros. Legislaturas estaduais no Arizona, Illinois, Kansas, Kentucky, Massachusetts, Minnesota, Mississippi, Missouri, Carolina do Sul, Tennessee e Texas propuseram leis sobre banheiros. O Centro Nacional pela Igualdade Transgênero [en], um grupo de defesa LGBTQ, considera essas leis discriminatórias.
Em dezembro de 2022, reunido en banc, o Tribunal de Apelações dos Estados Unidos para o Décimo Primeiro Circuito decidiu em Adams ex rel. Kasper v. School Board of St. Johns County, Florida que separar o uso de banheiros masculinos e femininos em escolas públicas com base no sexo biológico do estudante não viola a Cláusula de Proteção Igual da Décima Quarta Emenda ou o Título IX da Lei de Emendas Educacionais de 1972. Anteriormente, em agosto de 2020, um painel de três juízes do Tribunal de Apelações dos Estados Unidos para o Décimo Primeiro Circuito [en] confirmou uma decisão de 2018 de um tribunal inferior em Adams v. The School Board of St. Johns County, afirmando que a discriminação com base na identidade de gênero é discriminação "com base no sexo" e é proibida pelo Título IX (lei federal de direitos civis) e pela Cláusula de Proteção Igual da Décima Quarta Emenda à Constituição dos EUA.

### Prisões
Na década de 2020, vários estados implementaram leis que forçaram prisioneiros trans a interromper seus medicamentos hormonais e, em pelo menos um estado (Flórida), os submeteram a terapia de conversão psiquiátrica.

## Presidência de Trump (2025–presente)

### Federal
Como parte de sua campanha presidencial de 2024, Donald Trump declarou que, se eleito, assinaria uma ordem executiva instruindo todas as agências federais a cessarem a promoção de transição de sexo ou gênero em qualquer idade, além de pedir ao Congresso que aprovasse um projeto de lei afirmando que os Estados Unidos reconheceriam apenas dois gêneros, determinados ao nascer, e prometeu reprimir os cuidados afirmativos de gênero para todas as idades. Adicionalmente, Trump afirmou que faria com que hospitais e provedores de saúde que fornecem hormônios ou cirurgias de transição não se qualificassem mais para financiamento federal, incluindo fundos do Medicare e Medicaid. Trump também disse que pressionaria para proibir intervenções hormonais e cirúrgicas para menores em todos os 50 estados.

#### Ordem Executiva 14168
Em 20 de janeiro de 2025, logo após sua posse, o presidente Donald Trump assinou uma Ordem Executiva, que definiu sexo, aos olhos do governo federal, como um binário masculino-feminino, com "feminino" e "masculino" definidos como "uma pessoa pertencente, na concepção, ao sexo que produz a célula reprodutiva grande" e "uma pessoa pertencente, na concepção, ao sexo que produz a célula reprodutiva pequena", respectivamente. A ordem também determinou que:
- Agências federais devem usar "sexo" em vez de "gênero", remover materiais que "promovem a ideologia de gênero" e interromper o "financiamento da ideologia de gênero";
- Documentos oficiais do governo, como passaportes e vistos, parem de permitir a autosseleção de gênero;
- Pessoas transgêneras sejam barradas de instalações de sexo único financiadas pelo governo que sejam congruentes com sua identidade de gênero
- O Bureau of Prisons interrompa qualquer financiamento federal para cuidados afirmativos de gênero;
- O financiamento federal não seja mais destinado a cuidados afirmativos de gênero;[244]
- O procurador-geral forneça orientações "para corrigir a má aplicação da decisão da Suprema Corte em Bostock v. Clayton County [en] (2020) a distinções baseadas em sexo" nas atividades das agências federais.

Disposições da ordem enfrentaram desafios legais, com ordens de restrição temporária emitidas para suspender a retenção de financiamento federal a programas que financiam cuidados afirmativos de gênero e promovem "ideologia de gênero", as transferências forçadas de presos transgêneros para instalações congruentes com seu sexo atribuído ao nascer, e a remoção em massa de documentos publicados pelos Centros de Controle e Prevenção de Doenças, Administração de Alimentos e Medicamentos, Departamento de Saúde e Serviços Humanos que mencionam tópicos relacionados à "ideologia de gênero".

#### Ordem Executiva 14183
Em 27 de janeiro de 2025, Trump assinou uma ordem executiva declarando que ser transgênero “entra em conflito com o compromisso de um soldado com um estilo de vida honrado, verdadeiro e disciplinado, mesmo na vida pessoal” e que pessoas trans “não podem atender aos rigorosos padrões necessários para o serviço militar”.
Em 18 de março de 2025, a juíza Ana C. Reyes [en] bloqueou a ordem executiva, decidindo que proibir pessoas transgêneras de servir no militar provavelmente violava seus direitos constitucionais.

#### Ordem Executiva 14187
Em 28 de janeiro de 2025, Trump assinou uma ordem executiva intitulada "Proteger Crianças da Mutilação Química e Cirúrgica". A ordem descreveu os cuidados afirmativos de gênero para menores como "mutilação química e cirúrgica de crianças", além de "maiming" (mutilação) e "esterilizante". Afirmou que "inúmeras crianças" que receberam tais cuidados lamentariam uma "tragédia horrível que as impediria de conceber filhos próprios ou amamentar suas crianças". A ordem também descreveu as diretrizes da Associação Profissional Mundial para a Saúde Transgênero (WPATH) como "ciência de má qualidade".
A ordem estabelece que o governo federal dos EUA não "financiará, patrocinará, promoverá, assistirá ou apoiará a chamada 'transição' de uma criança de um sexo para outro". As disposições incluem:
- Orientar o Departamento de Saúde e Serviços Humanos dos Estados Unidos a revisar os termos de seguro sob o Medicare, Medicaid e a Lei de Cuidados Acessíveis para encerrar certos cuidados afirmativos de gênero;[252]
- Instruir agências federais que fornecem subsídios a instituições médicas a garantir que essas instituições não realizem procedimentos relacionados a gênero;[252]
- Proteger denunciantes que relatam instituições que fornecem cuidados afirmativos de gênero em violação da ordem executiva.[253]

Em resposta, alguns hospitais pausaram a oferta de cuidados afirmativos de gênero para menores, enquanto outros continuaram. Procuradores-gerais de 15 estados afirmaram que seus estados estão comprometidos em continuar a fornecer cuidados afirmativos de gênero a menores. Vários grupos entraram com ações judiciais desafiando a legalidade da ordem executiva. Em resposta a uma das ações, vários juízes federais emitiram injunções bloqueando o governo de reter fundos federais de hospitais que fornecem cuidados afirmativos de gênero a menores. Após as injunções, alguns hospitais que haviam pausado inicialmente os cuidados afirmativos de gênero para menores retomaram o atendimento.

#### Congelamento de financiamento federal
Em 28 de janeiro de 2025, Trump ordenou um congelamento de todas as concessões, empréstimos e auxílios de financiamento federal enquanto os beneficiários eram avaliados para garantir que não estavam promovendo "políticas de engenharia social avançadas marxistas de equidade, transgenerismo e do novo acordo verde".

#### Ordem Executiva 14190
Em 29 de janeiro de 2025, Trump assinou uma ordem executiva intitulada "Encerrando a Doutrinação Radical no Ensino K-12".

#### Ordem Executiva 14201
Em 5 de fevereiro de 2025, Trump assinou uma ordem executiva intitulada "Mantendo Homens Fora dos Esportes Femininos [en]", que orienta agências federais e procuradores-gerais estaduais a impor imediatamente a proibição de meninas e mulheres transgêneras de participar de esportes femininos. A ordem não proíbe atletas homens transgêneros de participar de equipes esportivas masculinas. Como parte da implementação desta ordem, o Departamento de Educação instou as organizações de atletismo de ensino médio e universitário NCAA e NFHS a revogar os registros de atletas transgêneras femininas e restaurar os de atletas cisgêneras. O Departamento de Estado também anunciou uma proibição de entrada nos Estados Unidos para atletas transgêneros que tentem competir em esportes femininos, e que os pedidos de visto suspeitos de tal intenção teriam seus arquivos marcados com as letras 'SWS25' para fins de rastreamento.

## Comportamento anti-drag

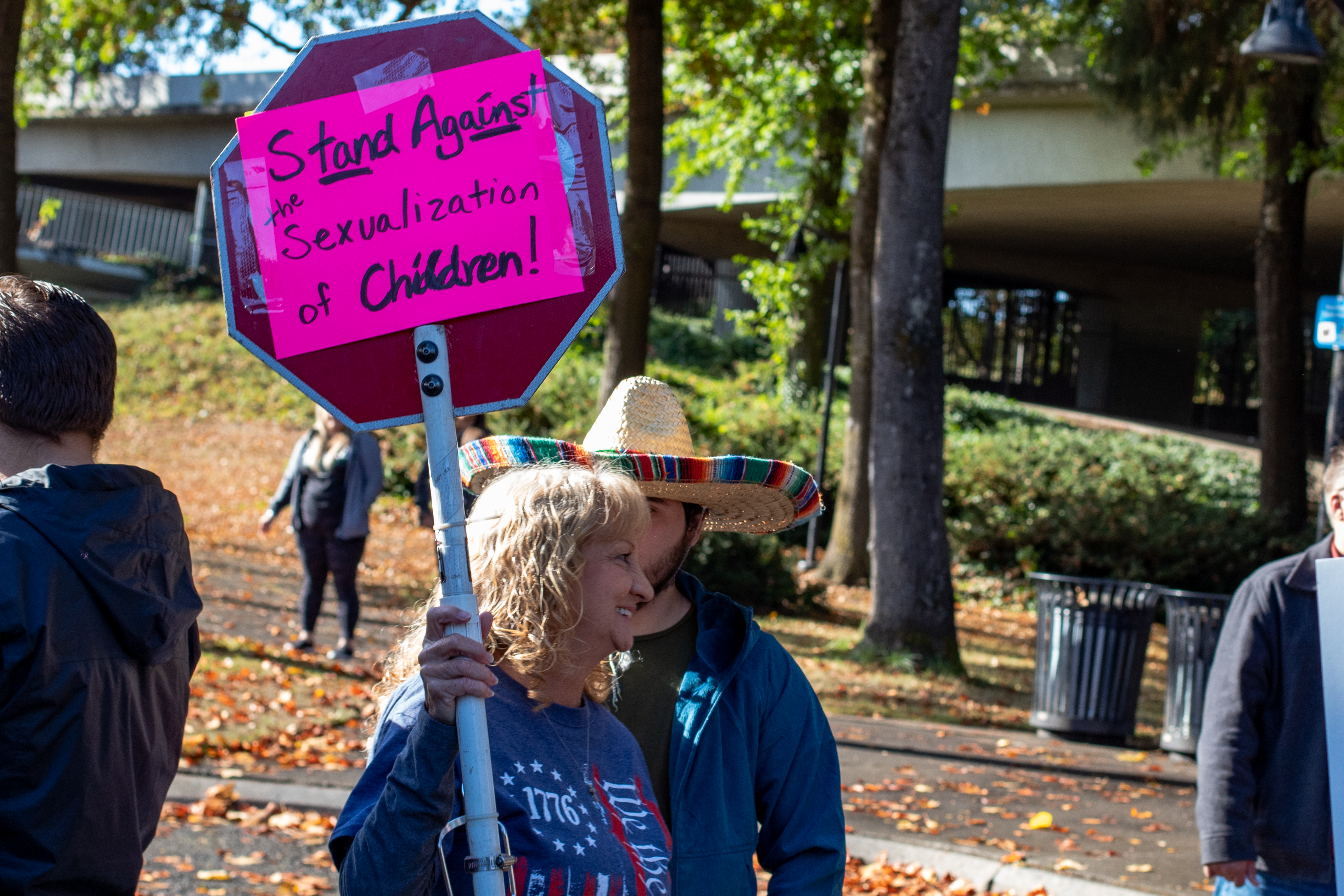
Pessoas protestando contra o en em 2022.

### Protestos
Os protestos contra apresentações de drag, especialmente o Drag Queen Story Hour, aumentaram após o ataque ao Capitólio dos Estados Unidos em 2021. Os opositores mais expressivos são majoritariamente afiliados a grupos de extrema-direita. O ex-apresentador da Fox News, Tucker Carlson, sugeriu que eventos de drag poderiam "doutrinar ou sexualizar" crianças. Manifestantes também expressaram teorias conspiratórias homofóbicas, alegando que os artistas estariam praticando "grooming" (alistamento) de crianças. A Liga Anti-Difamação relatou que a teoria conspiratória de abuso infantil foi alimentada pela conta de Twitter de extrema-direita Libs of TikTok. A Aliança Gay e Lésbica Contra a Difamação registrou mais de 120 ameaças contra apresentações de drag nos EUA ao longo de 2022.
Em meados de junho de 2022, o Libs of TikTok condenou o festival "Pride in the Park" em Coeur d'Alene, Idaho, devido a uma "apresentação de drag adequada para famílias". Em 11 de junho de 2022, durante o evento de orgulho, as forças policiais prenderam 31 membros do grupo nacionalista branco e de ódio Patriot Front, acusando-os de conspiração para tumulto. Em maio de 2023, grupos mascarados de neonazistas em Ohio protestaram contra eventos de drag em Wadsworth e Columbus, carregando faixas anti-drag e anti-trans, como uma que dizia "Haverá Sangue". Um relatório da GLAAD apontou que houve 138 incidentes documentados de assédio, vandalismo ou agressão anti-LGBTQ em shows de drag nos Estados Unidos entre junho de 2022 e abril de 2023. Um relatório do Instituto para o Diálogo Estratégico indicou que os Proud Boys foram o principal grupo a espalhar sentimentos anti-LGBTQ.

### Leis e restrições
Em 2 de março de 2023, o governador de Tennessee, Bill Lee, assinou a Lei de Entretenimento Adulto [en], que proíbe apresentações de drag para crianças. Esse projeto gerou indignação na comunidade LGBTQ. Em 3 de junho de 2023, um juiz federal decidiu que a lei é inconstitucional. Em 18 de julho de 2024, um painel de três juízes do Sexto Circuito [en] restabeleceu a lei ao decidir que os demandantes não tinham legitimidade para processar. A decisão não abordou se a lei era constitucional.
Os estados de Flórida, Montana e Texas também aprovaram leis que proíbem apresentações públicas de drag. No entanto, todas essas três proibições de drag foram bloqueadas por tribunais antes de entrarem em vigor.
Em resposta à Ordem Executiva 14168, os sistemas da Texas A&M e da Universidade do Texas proibiram shows de drag em suas instalações no campus.

## Casamento

Imagem do mapa dos votos senatoriais para a Lei de Respeito ao Casamento em 2022
Dois votos sim
Sim e Não
Dois votos não
Sim e não votou
Não e não votou

Em resposta a uma opinião concorrente do juiz Clarence Thomas no caso Dobbs v. Jackson Women's Health Organization, que argumentou que a Corte deveria reconsiderar Obergefell v. Hodges, o Congresso aprovou a Lei de Respeito ao Casamento [en] em 2022. A lei revogou oficialmente a Lei de Defesa do Casamento e exigiu que o governo federal reconhecesse casamentos entre pessoas do mesmo sexo e inter-raciais, codificando partes de Obergefell, a decisão de 2013 em United States v. Windsor e a decisão de 1967 em Loving v. Virginia. Além disso, obrigou todos os estados e territórios dos EUA a reconhecerem a validade de casamentos entre pessoas do mesmo sexo e inter-raciais realizados em jurisdições onde tais casamentos são legalmente realizados; no entanto, não obriga legalmente os estados a realizarem casamentos entre pessoas do mesmo sexo caso Obergefell seja revogado.
No ano seguinte, a Câmara dos Representantes do Tennessee [en] aprovou o Projeto de Lei 878, que concede a um indivíduo o direito de se recusar a solemnizar um casamento se tiver uma objeção religiosa ou de consciência em relação a essa união. No Texas, a juíza de paz do Condado de McLennan, Dianne Hensley, entrou com uma ação judicial para permitir que ela se recusasse a casar casais gays, citando o caso da Suprema Corte dos EUA de 2023, 303 Creative LLC v. Elenis [en].

## Proibições de livros
Legislações foram introduzidas ou aprovadas em pelo menos 29 estados visando aulas que ensinam às crianças sobre raça e pessoas LGBTQ, com a maioria das leis enquadradas como uma tentativa de interromper a teoria crítica da raça e a "ideologia de gênero". Essas leis, que usam linguagem ampla para proibir o ensino sobre privilégios relacionados a raça ou sexo, ou vieses sistêmicos nos Estados Unidos, levaram a várias remoções de livros.
A NBC News descreveu o uso do termo "teoria crítica da raça" nesse contexto como "um termo genérico para se referir ao que as escolas frequentemente chamam de programas de equidade, ensino sobre racismo ou políticas inclusivas para LGBTQ". Melissa Harris-Perry, do programa The Takeaway [en], citou o desconforto com questões como identidade de gênero como uma das razões comuns para os desafios, mas afirmou que "esse desconforto provavelmente é imposto por adultos aos jovens aprendizes", que, por outro lado, são mais receptivos e propensos a pensar além dos tradicionais papéis de gênero.
Um exemplo dessas proibições é a lei aprovada na Flórida em março de 2022, que criou uma lista de materiais de leitura sancionados para estudantes em ambientes educacionais e puniu qualquer professor ou bibliotecário escolar cujas salas de aula ou bibliotecas contivessem livros não sancionados com acusações de crime. Os livros sancionados devem ser revisados pelo estado para serem livres de "material proibido prejudicial a menores", o que críticos afirmam que, segundo a lei estadual da Flórida, inclui conteúdo relacionado à comunidade LGBTQ e à história negra.

## Negócios
| Matt Walsh | Logo do Twitter, um pássaro azul estilizado |
| @          |                                             |

            O objetivo é tornar o "orgulho" tóxico para as marcas. Se elas decidirem nos enfiar esse lixo na cara, devem saber que pagarão um preço. Não valerá o que acham que vão ganhar. Primeiro a Bud Light e agora a Target. Nossa campanha está progredindo. Vamos mantê-la em andamento.

2010-11-04

 Ativistas conservadores incentivaram o boicote a qualquer empresa que apoiasse publicamente ou colaborasse com membros da comunidade LGBTQ. Alguns dos exemplos mais conhecidos incluem o boicote à Bud Light [en] devido a uma parceria com a atriz e tiktoker Dylan Mulvaney, e a campanha contra a Disney liderada pelo governador da Flórida, Ron DeSantis, por sua oposição pública à lei estadual anti-LGBTQ sobre currículo escolar. Outras empresas alvo incluem Nike, Adidas e Ford. Em maio de 2023, a Target removeu vários itens do Mês do Orgulho de lojas no sul dos Estados Unidos após grupos de ódio anti-LGBTQ ameaçarem seus funcionários com violência. Após a eleição de Donald Trump em 2024, a Disney removeu de vários programas previstos para exibição histórias, episódios e diálogos que envolviam personagens transgêneros.
Sob a gestão de Elon Musk, o X (anteriormente conhecido como Twitter) declarou as palavras "cis" e "cisgênero" como insultos e proibiu seu uso na plataforma, enquanto também eliminou restrições à transfobia. Conteúdo anti-trans, incluindo o filme da PragerU, Detrans: Os Perigos dos Cuidados Afirmativos de Gênero, foi fortemente promovido pela plataforma. A revista The Nation descreveu o "ódio anti-trans" como uma das "características centrais" do Twitter.

## Violência
De acordo com um relatório de 2023 do Departamento de Segurança Interna, as ameaças de violência contra a comunidade LGBT aumentaram no início da década de 2020. O FBI também registrou um aumento acentuado no número de crimes de ódio cometidos contra pessoas LGBT, com um crescimento de 54%, representando o maior aumento entre todos os grupos no país. Em Nova York, os crimes de ódio contra pessoas LGBT dobraram de 2021 para 2022, e na Califórnia cresceram 29% no mesmo período.
A violência também foi usada contra pessoas heterossexuais que expressaram apoio aos direitos LGBT. Em agosto de 2023, Lauri Carleton [en], proprietária de um negócio no sul da Califórnia, foi baleada e morta por manter uma bandeira do orgulho fora de sua loja.

## Opinião pública

### Pesquisas e enquetes
Uma pesquisa de abril de 2021 realizada por PBS NewsHour/NPR/Marist Poll [en] com a pergunta "Você apoia ou se opõe a uma legislação que proibiria cuidados médicos relacionados à transição de gênero para menores?" constatou que 66% dos americanos se oporiam a uma proibição, incluindo 69% dos democratas, 70% dos republicanos e 64% dos independentes.
Uma pesquisa de fevereiro de 2022 conduzida pelo serviço de apoio LGBTQ The Trevor Project e pela Morning Consult revelou que 52% dos adultos americanos expressaram algum nível de apoio ao acesso de menores transgêneros a bloqueadores de puberdade, se recomendado por seu médico e apoiado por seus pais.
Uma pesquisa de junho de 2022 do Pew Research Center indicou que a maioria dos americanos estava desconfortável com a velocidade das mudanças em questões relacionadas a pessoas transgêneros, sendo os jovens adultos e democratas os mais favoráveis aos direitos transgêneros, e os republicanos e pessoas na faixa etária de 55 a 64 anos os menos favoráveis.
De acordo com o Public Religion Research Institute em fevereiro de 2023, o apoio à obrigatoriedade de que pessoas trans usem o banheiro correspondente ao gênero atribuído ao nascer aumentou entre todos os grupos religiosos, com os protestantes evangélicos brancos registrando a maior mudança, passando de 41% a favor em 2017 para 72% em 2021. No total, 41% dos americanos adotaram essa posição, com 31% discordando e 28% não tomando partido.
Em uma pesquisa de março de 2023 do Data for Progress [en], os entrevistados foram questionados sobre mais de 400 projetos de lei anti-trans em tramitação nas assembleias estaduais. 64% dos entrevistados, incluindo 55% dos republicanos, concordaram com a afirmação "Isso é legislação demais. Políticos estão fazendo teatro político e usando esses projetos como uma questão divisória". 25% concordaram com "Essa é a quantidade certa de legislação. Políticos estão lidando com um perigo real que precisa ser enfrentado". Como resultado, estrategistas de ambos os partidos alertaram que o foco intenso dos republicanos em restringir os direitos e cuidados de saúde de cerca de 0,6% da população americana poderia afastar independentes e eleitores indecisos na próxima eleição.
Uma pesquisa de novembro de 2022 do The Washington Post/Kaiser Family Foundation [en] revelou que 68% dos adultos se opõem ao acesso a medicamentos bloqueadores de puberdade para crianças transgêneras de 10 a 14 anos, e 58% se opõem a tratamentos hormonais para crianças transgêneras de 15 a 17 anos.
Em uma pesquisa de janeiro de 2023 do Deseret News/HarrisX, 55% dos americanos apoiaram a proibição de terapia hormonal de gênero para menores transgêneros com aprovação dos pais ou responsáveis, enquanto 45% se opuseram a tal proibição.
Uma pesquisa de janeiro de 2023 do Pew Research Center mostrou que democratas negros eram menos propensos que outros democratas a acreditar que o gênero de uma pessoa pode diferir de seu sexo ao nascer e mais propensos a dizer que suas opiniões sobre questões LGBT são determinadas por sua religião.
Uma pesquisa de fevereiro de 2023 da Universidade de Michigan, medindo o apoio a atletas transgêneros entre jovens de 14 a 24 anos, descobriu que 47% acreditavam que atletas transgêneros deveriam competir em equipes esportivas alinhadas com sua identidade de gênero ou preferências pessoais, enquanto 35% achavam que deveriam competir apenas em equipes baseadas em seu sexo atribuído ao nascer, em ligas exclusivas para transgêneros ou não competir em esportes.
Uma pesquisa de maio de 2023 do The Washington Post/Kaiser Family Foundation constatou que a maioria dos americanos apoia algumas políticas anti-trans, apesar de também afirmar que se opõe à discriminação contra pessoas trans. Em junho de 2023, uma pesquisa do Gallup mostrou que apenas 26% dos americanos acham que atletas trans deveriam poder jogar em equipes esportivas que correspondam à sua identidade de gênero.
Uma pesquisa de setembro de 2023 do 19th News/SurveyMonkey revelou que 39% dos adultos americanos apoiavam o acesso de menores transgêneros a qualquer tipo de cuidado afirmativo de gênero, incluindo bloqueadores de puberdade, hormônios, terapia e cirurgia. Outra pesquisa do The 19th/SurveyMonkey no mesmo mês, com 20 mil adultos americanos, mostrou que 17% acreditavam que os políticos deveriam focar em restringir cuidados afirmativos de gênero, enquanto 33% achavam que deveriam proteger o acesso a esses cuidados. O restante acreditava que os políticos não deveriam focar em questões trans. Uma pesquisa separada do The 19th naquele mês indicou que 7 em cada 10 americanos, incluindo maiorias em ambos os partidos principais e independentes, acham que os políticos não estão suficientemente informados sobre cuidados afirmativos de gênero para criar políticas justas.
Uma pesquisa de setembro de 2023 conduzida pela SurveyUSA e patrocinada pelo grupo anti-trans Women's Declaration International descobriu que a maioria dos eleitores acredita que o sexo de uma pessoa é determinado ao nascer e que sexo e gênero são a mesma coisa.
Uma pesquisa de fevereiro de 2024 da YouGov mostrou que a maioria dos americanos apoia leis e políticas que protejam pessoas transgêneras de crimes de ódio e discriminação no emprego, permitam que sirvam nas forças armadas, autorizem funcionários do governo a usar pronomes alinhados à sua identidade de gênero e proíbam a terapia de conversão para menores transgêneros. Contudo, também revelou que a maioria apoia leis que proíbam mulheres transgêneras de participar de esportes e prisões femininas, impeçam menores de assistir a shows de drag e criem uma lei que "define gênero como o sexo atribuído ao nascer". Além disso, enquanto 54% se opõem a permitir que menores trans acessem cuidados afirmativos de gênero, apenas 45% apoiam leis que proíbam esses tratamentos para menores.
Uma pesquisa de março de 2024 da GLAAD indicou que mais da metade dos eleitores registrados e prováveis pesquisados disseram que não apoiariam um candidato que "fala frequentemente sobre restringir acesso a cuidados de saúde e participação em esportes para jovens transgêneros".
Uma pesquisa do Gallup divulgada em junho de 2024 revelou que mais de 60% dos adultos dos EUA se opõem à proibição de cuidados afirmativos de gênero para menores, mas apenas 44% consideram moralmente aceitável mudar de gênero, com 56% dos jovens de 18 a 29 anos achando isso moralmente aceitável, contra 38% dos adultos acima de 65 anos.
Uma pesquisa de junho de 2024 da Universidade de Chicago mostrou que 70% dos democratas e 29% dos republicanos apoiavam leis que protegem o acesso a cuidados afirmativos de gênero para menores.
Uma pesquisa de agosto de 2024 da Folx Health revelou que 90% dos americanos transgêneros temiam que a eleição impactasse seu acesso a cuidados afirmativos de gênero.
Uma pesquisa de setembro de 2024 da Fox News indicou que os eleitores confiavam mais em Kamala Harris do que em Donald Trump para lidar com questões transgêneras, por uma margem de 16 pontos.
Uma pesquisa de outubro de 2024 da Human Rights Campaign mostrou que apenas 5% dos eleitores estão preocupados com cuidados afirmativos de gênero, e 61% disseram que não apoiariam candidatos que defendem a proibição desses cuidados, incluindo 41% dos republicanos. A pesquisa também revelou que 70% dos eleitores acham que a legislação anti-LGBTQ+ foi longe demais e que políticos têm alvejado pessoas trans para dividir os americanos e "manter seu poder político".
Uma pesquisa de outubro de 2024 da Universidade Baldwin Wallace [en] em Ohio constatou que 60% dos eleitores registrados em Ohio apoiavam o ensino sobre orientação sexual para alunos do 6º ao 12º ano, mas apenas 43% apoiavam o ensino sobre identidade de gênero nessas mesmas séries. Além disso, 51% dos eleitores em Ohio acreditavam que os pais não deveriam ter controle direto sobre os livros nas bibliotecas escolares, e 55% achavam que os pais não deveriam impedir as escolas de ensinar temas de que não gostam. A pesquisa também mostrou que 72% se oporiam a políticas permitindo que profissionais médicos fornecessem cuidados de transição de gênero a menores de 18 anos, 73% se oporiam a permitir que atletas transgêneros jogassem em equipes correspondentes à sua identidade de gênero, e 56% apoiariam políticas exigindo que escolas públicas notificassem os pais se um aluno se identificasse com um gênero diferente de seu sexo biológico.
Em novembro de 2024, pesquisas em cinco estados decisivos conduzidas pelo The New York Times/Faculdade Siena [en] mostraram que a maioria dos americanos acredita que a sociedade deveria aceitar as identidades de gênero das pessoas transgêneras.
Uma pesquisa de janeiro de 2025 do The New York Times/Ipsos indicou que 71% dos americanos acreditavam que pessoas trans menores de 18 anos não deveriam ter acesso a cuidados afirmativos de gênero, e 79% apoiavam a proibição de atletas transgêneros em esportes femininos. Além disso, 49% disseram que a sociedade foi longe demais em acomodar os direitos das pessoas trans.
Uma pesquisa de fevereiro de 2025 do Gallup revelou que 58% dos americanos apoiavam permitir que pessoas abertamente transgêneras servissem nas forças armadas, uma queda em relação a 2021, quando 66% apoiavam. A redução foi causada principalmente por uma queda significativa no apoio entre republicanos, enquanto o apoio entre democratas e independentes permaneceu estável entre 2021 e 2025.
Uma pesquisa de março de 2025 do Public Religion Research Institute/Ipsos mostrou que 70% dos democratas e 30% dos republicanos se opunham a legislações que proibiriam menores de acessar cuidados afirmativos de gênero. Além disso, 60% dos democratas e 14% dos republicanos se opunham a leis que exigissem que carteiras de motorista ou identidades de pessoas trans correspondessem ao sexo atribuído ao nascer.

## Campanhas eleitorais e resultados

### Eleição presidencial de 2024
Durante a eleição presidencial de 2024, anúncios anti-transgênero tornaram-se comuns, com o Partido Republicano elevando as questões transgêneras a uma prioridade em sua campanha, gastando mais de 215 milhões de dólares em propagandas anti-trans, superando os investimentos em anúncios sobre moradia, imigração e economia combinados. Em contrapartida, os democratas evitaram amplamente discutir questões transgêneras durante o período da campanha eleitoral. Esses anúncios tornaram-se especialmente frequentes nos dias finais da disputa, muitas vezes promovendo alegações depreciativas sobre cuidados de saúde transgênero [en], a existência na sociedade e a participação em esportes. Os democratas não responderam formalmente aos anúncios durante a campanha. O ex-presidente Bill Clinton expressou preocupação em particular sobre os anúncios e incentivou a campanha de Harris a reagir. No entanto, foi informado pela campanha que os anúncios "não estavam necessariamente tendo impacto" e nunca abordou suas preocupações publicamente. A campanha de Harris planejava inicialmente lançar um anúncio em resposta, mas o material teve desempenho ruim em testes internos e acabou não sendo veiculado.
De acordo com uma análise do Future Forward, o slogan político "Kamala é por eles/elas, o presidente Trump é por você [en]" foi classificado como um dos anúncios de ataque de 30 segundos mais eficazes da campanha de Trump, deslocando a corrida em 2,7 pontos percentuais a favor de Trump após os espectadores assistirem. Por outro lado, uma análise da Change Research sobre os efeitos dos anúncios constatou que eles não influenciaram os eleitores indecisos. Um estudo da Ground Media também revelou que os anúncios não conseguiram convencer eleitores a apoiar os republicanos, mas conseguiram erodir ligeiramente o apoio público às pessoas trans em geral. David Rochkind, CEO da Ground Media, declarou em um comunicado à imprensa: "O que isso demonstra é que atacar a comunidade trans não é apenas uma estratégia política fraca e ineficaz — é profundamente cínica. [...] Esses anúncios usam a identidade trans como arma para semear medo e divisão, tornando nosso país menos seguro para todos."
Uma pesquisa da Blueprint sobre os temas mais importantes para os eleitores indicou que as questões trans ficaram em penúltimo lugar entre os jovens do sexo masculino. Uma pesquisa de outubro de 2024 da Data for Progress revelou que a maioria dos eleitores de ambos os principais partidos acredita que o governo deveria parar de se envolver na vida das pessoas trans e que os políticos deveriam focar menos em questões transgêneras e mais em temas como a economia. Também constatou que a maioria dos eleitores de ambos os partidos considera "triste e vergonhoso" o fato de os republicanos dependerem tanto de anúncios anti-trans.
Uma pesquisa de outubro de 2024 da Gallup sobre os temas mais importantes para os eleitores registrados antes da eleição presidencial de 2024 mostrou que, entre os 22 temas perguntados, as questões transgêneras ficaram em último lugar, com apenas 18% dos eleitores as descrevendo como "extremamente importantes". Os democratas foram mais propensos que os republicanos a considerar essas questões extremamente importantes, 25% contra 12%. Outra pesquisa da Data for Progress descobriu que a maioria dos eleitores de todos os partidos concorda com a afirmação "o governo deveria estar menos envolvido em regular o que as pessoas transgêneras podem fazer, incluindo os cuidados de saúde que podem receber". Além disso, 80% dos eleitores concordaram com a declaração "tanto democratas quanto republicanos deveriam gastar menos tempo falando sobre questões transgêneras e mais tempo discutindo prioridades dos eleitores, como economia e inflação". A pesquisa também revelou que a maioria dos eleitores confia mais nos democratas do que nos republicanos para lidar com questões transgêneras, 52% contra 29%, e que a maioria, incluindo eleitores independentes, acredita que os republicanos têm uma postura mais extrema sobre o tema do que os democratas.
Uma pesquisa pós-eleitoral da Human Rights Campaign constatou que os anúncios anti-trans foram amplamente ineficazes, com apenas 4% dos eleitores afirmando que a oposição a cirurgias transgêneras e à participação de mulheres trans em esportes motivou seu voto, e os eleitores classificaram essas questões como as menos importantes em uma lista de prioridades. A pesquisa mostrou que o descontentamento com o governo Biden, a economia e a imigração foram os principais fatores que levaram à vitória de Trump.
A Vox Media afirmou que os anúncios anti-trans "não têm impacto sobre a probabilidade de as pessoas votarem" e os comparou ao "crescimento do fascismo nos Estados Unidos". Kelley Robinson, presidente da Human Rights Campaign, chamou os anúncios de "desesperados" e acusou os republicanos de focarem em "semear medo e caos" em vez de discutir temas como a economia. Jay Brown, chefe de gabinete da Human Rights Campaign, disse que os anúncios tiveram um impacto negativo na saúde mental das pessoas trans por estarem "constantemente em suas caras". A LGBTQ Nation [en] classificou os anúncios como "extremamente impopulares" entre os eleitores e sugeriu que "há uma sólida chance de que o destino dos direitos transgêneros espelhe o dos direitos gays, tornando-se uma espécie de 'albatroz político' que mata instantaneamente o apoio a candidatos. Quanto mais os políticos se tornam anti-trans, mais alguns de seus apoiadores se opõem a eles — provavelmente porque as pessoas veem essa questão como irrelevante e mesquinha".
Esses anúncios levaram dois políticos democratas, Sherrod Brown e Colin Allred [en], a cederem, adotando pelo menos parcialmente a posição republicana. Após Donald Trump vencer a eleição de 2024, outros dois políticos democratas, Tom Suozzi [en] e Seth Moulton [en], culparam parcialmente a derrota de seu partido pelo apoio às questões trans. Outros democratas e organizações de direitos humanos contestaram essas afirmações, argumentando que pesquisas mostraram que as questões trans não eram importantes para a maioria dos eleitores e que os eleitores foram mobilizados a votar em Trump por outros motivos, como inflação e economia. O presidente do Partido Democrata do Texas, Gilberto Hinojosa, também expressou sentimentos anti-transgêneros após a eleição de 2024. Hinojosa posteriormente pediu desculpas por seus comentários e renunciou ao cargo após receber críticas de outros democratas e grupos de defesa LGBTQ. O diretor de engajamento LGBTQ da campanha de Harris, Sam Alleman, pediu aos eleitores que não culpassem as pessoas trans pela derrota de Harris, dizendo: "Por favor, não culpem as questões trans ou as pessoas trans pelo motivo de nossa derrota. [...] Nenhuma pesquisa de saída ou dado mostra isso como um ponto de decisão significativo para os eleitores".
Uma pesquisa pós-eleitoral amplamente citada pela empresa de pesquisa Blueprint mostrou que uma das principais razões pelas quais os eleitores indecisos mudaram para Donald Trump foi a crença de que "Kamala Harris está mais focada em questões culturais, como questões transgêneras, do que em ajudar a classe média". Essa pesquisa levou muitas pessoas, incluindo o representante democrata Seth Moulton, a culpar as questões transgêneras pela vitória de Trump e pela perda do controle do Congresso pelos democratas. No entanto, o principal pesquisador da Blueprint, Evan Roth Smith, disse em uma entrevista ao Rolling Stone que as pessoas estavam interpretando mal a pesquisa, afirmando que outros temas, como economia e imigração, foram prioridades muito maiores para os eleitores indecisos. Smith esclareceu: "Eu nem vejo [a pesquisa indicando que as questões transgêneras foram o motivo da derrota dos democratas]. Sei que algumas pessoas olham os dados da Blueprint e veem isso. Os democratas perderam essa eleição por causa da economia e também por algumas questões de imigração. [...] foi quase incidental que a forma como os republicanos exploraram o fracasso [dos democratas] foi com a questão trans".
Uma pesquisa da NBC News para a eleição de 2024 constatou que Kamala Harris obteve mais apoio de eleitores LGBTQ do que qualquer outro candidato presidencial na história, com 86% dos eleitores LGBTQ apoiando Harris e 12% apoiando Donald Trump — uma margem 15% maior do que a de Joe Biden sobre Trump em 2020.

## Envolvimento da mídia
Apoiadores dos direitos LGBT argumentam que grandes veículos de mídia dos EUA têm contribuído para intensificar a reação contrária ao publicar e promover histórias criticadas por muitos especialistas e defensores como desinformação, teorias marginais, alarmismo e pseudociência sobre pessoas LGBT, especialmente indivíduos transgêneros. Entre esses veículos estão Reuters, Fox News, The Washington Post, The Atlantic e, de forma mais prolífica, The New York Times. Essas matérias têm sido frequentemente citadas em legislações e processos judiciais para restringir os direitos LGBT.

## Respostas

### Domésticas

#### Realocação
Algumas pessoas trans e suas famílias fugiram para outros estados dos EUA ou países, incluindo famílias de pessoas que advogaram ativamente contra leis anti-trans em seus estados. Muitas famílias citam o aumento da pressão social e as restrições aos cuidados afirmativos de gênero como razões para a mudança.
Vários estados aprovaram legislações para impedir a extradição de pessoas trans, suas famílias e seus provedores de cuidados de saúde que se mudam de outros estados. Em 2022, Connecticut tornou-se o primeiro estado a implementar tal lei, juntamente com proteções semelhantes para provedores e receptores de cuidados de saúde reprodutiva. Massachusetts, Califórnia, Illinois, Minnesota, Nova Jersey, Maryland e Washington, D.C. aprovaram leis semelhantes.
Alguns americanos trans consideraram solicitar asilo [en] em outros países, incluindo nações europeias ou o Canadá. No entanto, alguns analistas políticos observam que os pedidos de asilo provavelmente serão negados, pois não existe uma lei federal restringindo a segurança LGBT e porque indivíduos transgêneros podem, em geral, se mudar para um estado mais seguro dentro de seu próprio país. Outros temem que potenciais pedidos de asilo possam sobrecarregar os sistemas de imigração e impedir o acesso ao asilo para aqueles provenientes de territórios mais perigosos.

#### Autodefesa
O aumento do alvo de pessoas LGBT por grupos de milícias de extrema-direita, como os Proud Boys e os Oath Keepers, levou algumas pessoas LGBT, especialmente em estados conservadores como o Texas, a estocarem e treinarem o uso de armas e equipamentos, incluindo rifles AR-15 e coletes modernos de proteção.

#### Alertas de viagem
Em maio de 2023, a Human Rights Campaign emitiu um aviso de viagem para o estado da Flórida, citando novas leis que visam a comunidade LGBT.

### Internacional
Após uma turnê de dez dias em que se reuniu com autoridades estaduais no Alabama, Flórida e Califórnia em agosto de 2022, Victor Madrigal-Borloz [en], Especialista Independente das Nações Unidas [en] sobre proteção contra violência e discriminação, alertou sobre a erosão dos direitos LGBT nos Estados Unidos. Madrigal-Borloz declarou: "Estou profundamente alarmado com uma onda negativa generalizada e profundamente preocupante criada por ações deliberadas para reverter os direitos humanos das pessoas LGBT em nível estadual. As evidências mostram que, sem exceção, essas ações dependem de visões preconceituosas e estigmatizantes sobre pessoas LGBT, em particular crianças e jovens transgêneros, e buscam usar suas vidas como instrumentos para lucro político."
Em agosto de 2023, o Governo do Canadá emitiu um aviso de viagem para visitantes LGBT aos Estados Unidos, aconselhando os cidadãos a verificarem as leis locais de seu destino antes de viajar.